# أرشيف وثائق صناعة الأدوية
أرشيف وثائق صناعة الأدوية
أرشيف وثائق صناعة الأدوية (DIDA) هو أرشيف رقمي لوثائق صناعة الأدوية تم إنشاؤه وصيانته من قبل جامعة كاليفورنيا، سان فرانسيسكو، المكتبة ومركز إدارة المعرفة، ويحتوي الأرشيف على وثائق حول التجارب السريرية في صناعة الأدوية، ونشر نتائج الدراسة، والتسعير، والتسويق، والعلاقات مع الأطباء ومشاركة شركات الأدوية في التعليم الطبي المستمر.
تم إنشاء DIDA في عام 2005 بدعم من توماس جرين، والمحامي ديفيد فرانكلين، الذي تم ابلاغ عن مخالفات في الولايات المتحدة السابقة. فرانكلين ضد بارك ديفيس، القضية التي نشأت منها الوثائق الأولى في الأرشيف.

يقوم الباحثون وكذلك الطلاب والصحفيون وعامة الناس باستخدام الأرشيف للتحقيق في الطرق التي تسوق بها شركات الأدوية منتجاتها. أنشأ UCSF_Library هذا الأرشيف الرقمي في محاولة لتسهيل المزيد من البحث في ممارسة صناعة الأدوية لإقامة روابط وثيقة مع المجتمع الطبي والتي ثبت أنها تؤثر على البحث العلمي، والموافقة على الأدوية، وممارسات الوصفات الطبية، وفي النهاية صحة المستهلك.
```
تحتوي DIDA على:
```

- وثائق شركة الأدوية الداخلية
- المراسلات بين شركات الأدوية والأطباء والباحثين

```
والمؤسسات التعليمية
```

- الوثائق التنظيمية والقانونية
- ملفات المحكمة.

depositions

## روابط خارجية
- الموقع الرسمي

## قراءة إضافية
- Hill، K.؛ وآخرون (2008). "The ADVANTAGE Seeding Trial: A Review of Internal Documents". Annals of Internal Medicine. ج. 149 ع. 4: 251–258. DOI:10.7326/0003-4819-149-4-200808190-00006. PMID:18711155.
- Landefeld، S؛ Steinman، M. (يناير 2009). "The Neurontin Legacy - Marketing through Misinformation". NEJM. ج. 360 ع. 2: 103–6. DOI:10.1056/nejmp0808659. PMID:19129523.
- Waxman, HA. Memorandum to the Democratic Members of the Government Reform Committee: The marketing of Vioxx to physicians. May 5, 2005. Committee on Government Reform Minority Office, United States House of Representatives.